# Christendemocratische Partij van Paraguay
De Christendemocratische Partij van Paraguay (Spaans: Partido Demócrata Cristiano de Paraguay), is een Paraguayaanse politieke partij. De PDC is een centristische partij.

## Geschiedenis
De PDC ontstond op 15 mei 1960 als Sociaaldemocratische Christelijke Beweging (Movimiento Social Demócrata Cristiano), die bestond uit militanten van de Katholieke Actie (Acción Católica), de Katholieke Universitaire Jeugd (Juventud Universitaria Católica) en de Jeugdige Katholieke Arbeiders (Juventud Obrera Católica). In 1965 werd de huidige naam aangenomen. Later werd er een verzoek tot registratie als politieke partij ingediend, die werd afgewezen (1969). Uiteindelijk werd het verzoek toch ingewilligd. Aanvankelijk was de PDC een verdeelde partij. In de jaren 70 waren er zelfs tegelijkertijd twee partijvoorzitters. Later werd de eenheid hersteld.
De PDC was gekant tegen de dictatuur van generaal Alfredo Stroessner en was voorstander van democratisering en economische hervormingen. In 1979 was de PDC een van de oprichters van het Nationaal Akkoord (Acuerdo Nacional), een coalitie van anti-Stroessnerpartijen. Het Nationaal Akkoord eiste de onmiddellijke vrijlating van politieke gevangenen en het herstel van de persvrijheid. Na de val van Stroessner in 1989 viel het Nationaal Akkoord uiteen.

## Heden
In oktober 2007 kandideerde de progressieve oud-bisschop Fernando Lugo (*1951) zich namens de PDC als presidentskandidaat. In de aanloop naar de presidentsverkiezingen in 2008 verbond de PDC zich met de linkse Febrista Revolutionaire Partij (Partido Revolucionario Febrista) en enkele belangenorganisaties (een aantal Indiaanse organisaties, dissidente leden van de Colorado Partij en ecologisten) tot de Democratische Alliantie Driekleur (Alianza Democrática Tricolor). De ADT streeft verregaande hervormingen na, zoals sociale gerechtigheid en betere sociale voorzieningen. De ADT is op haar beurt aangesloten bij de brede alliantie Patriottische Alliantie voor Vooruitgang (Alianza Patriótica para el Cambia) die de kandidatuur van Lugo voor het presidentschap steunde. Fernando Lugo won de presidentsverkiezingen op 20 april 2008 met meer dan 40% van de stemmen.

## Ideologie
De PDC is een christendemocratische en centristische partij. De partij is tegenstander van zowel het liberalisme als het marxisme. De PDC baseert zich op de christelijke beginselen en de christelijk-sociale leer.

## Aansluiting bij internationale organisaties
De PDC is aangesloten bij de Democratische en Centristische Internationale (de voormalige Christendemocratische Internationale) en de Christendemocratische Organisatie van Amerika (Organización Demócrata Cristiana de América).

## Voorzitters van de PDC 1960-heden
| Persoon                | periode      |
| ---------------------- | ------------ |
| Jorge Escobar          | 1960 - 1965  |
| Jeronimo Irala Burgos  | 1965 - 1969  |
| Alfredo Ayala Haedo    | 1969 - 1972  |
| Hermogenes Rojas Silva | 1972 - 1973  |
| Luís A. Resck          | 1973 - 1975  |
| Romulo Periña          | 1975 - 1976  |
| Anibal Recalda Sosa    | 1976 - 1981  |
| Luís A. Resck          | 1981 - 1983  |
| Romulo Periña          | 1983 - 1984  |
| Alfredo Rojas León     | 1984 - 1986  |
| Jeronimo Irala Burgos  | 1986 - 1987  |
| José Maria Bonin       | 1987 - 1988  |
| Jorge D. Cristaldo     | 1988 - 1991  |
| Angel Burró            | 1991 - 1992  |
| Miguel A. Montaner     | 1992 - 1995  |
| Jorge D. Cristaldo     | 1996 - 1998  |
| Adalina Gutièrrez      | 1998 - 2000  |
| Capurro                | 2000 - 2001  |
| Luís Andrada           | 2001 - 2005  |
| Gerardo Golón Pose     | 2005 - heden |
| Bron:                  |              |